# Mamerto Urriolagoitia
Mamerto Urriolagoitía Harriague (född i Sucre den 5 december 1895; dog i Sucre den 4 juni 1974) var president i Bolivia, 1949-1951. Han var vice president 1947-1949.